# Ртуть (Marvel Comics)
Ртуть (англ. Quicksilver), настоящее имя — Пье́тро Ма́ксимофф (англ. Pietro Maximoff) — супергерой комиксов издательства Marvel Comics и их адаптаций, созданный писателем Стэном Ли и художником-соавтором Джеком Кирби; первое его появление состоялось в комиксе The X-Men #4 (март 1964).
Ртуть обладает сверхъестественной способностью передвигаться с запредельными скоростями; до недавнего времени он в пределах основной вселенной Marvel изображался человеком-мутантом, наделённым сверхъестественными способностями. Весьма часто персонаж появляется в связи с Людьми Икс, будучи впервые представлен как их противник; в более поздних публикациях он сам становится супергероем. Ртуть — брат-близнец Алой Ведьмы, сводный брат Полярис; помимо этого, он в ряде альтернативных реальностей и до недавнего времени в основной вселенной представлялся сыном Магнето.
Дебютировав в Серебряном веке комиксов, Ртуть выступал на протяжении более чем пяти десятилетий публикаций, получив собственную сольную серию и регулярно появляясь в составе Мстителей. Также различные версии персонажа появлялись в кино-, телевизионных и видеоигровых адаптациях; в фильмах, созданных Marvel Studios, роль Ртути сыграл актёр Аарон Тейлор-Джонсон; в киносериале «Люди Икс» эту же роль играет актёр Эван Питерс.

## История публикации
В 1963 Ртуть впервые появился вместе с сестрой Алой Ведьмой в составе Братства Мутантов, в X-Men #4 (март 1964). После нескольких кратких появлений в выпусках № 5 (май 1964), № 6 (июль 1964), № 7 (сент. 1964) и № 11 (май 1965) Пьетро и его сестра присоединились к Мстителям в Avengers #16 (май 1965). Ртуть стал полупостоянным членом команды до выпуска № 49 (февр. 1968), а затем вернулся в выпуске № 75 (апр. 1970) и был членом команды до выпуска № 102 (авг. 1972), после чего последовали периодические появления в комиксе в течение четырёх десятилетий. Ртуть также присутствовал с сестрой в West Coast Avengers, в Annual #1 (1986); выпусках № 33 — 36 (июнь — сент. 1988); № 56 — 57 (март — апр. 1990) и № 60 — 62 (авг. — окт. 1990). Он также состоял в реорганизованной версии команды Икс-Фактор с выпуска № 71 до № 94 (окт. 1991 — сент. 1993). Личная серия Ртути, включающая 13 выпусков, была запущена в ноябре 1997 и отменена в ноябре 1998. Позже Ртуть был представлен в мини-серии Son of M, выходившей с февраля по июль 2006-го. В настоящее время персонаж является постоянным членом Могучих Мстителей, присоединившись к команде в выпуске № 24. После событий мини-серии Son of M появился в комиксе Тихая война, выходившем с марта 2007. В мае 2014 появился в фильме «Люди Икс: Дни минувшего будущего» как Питер Максимофф. Роль исполнил Эван Питерс. В 2015 году вышла картина с участием персонажа: «Мстители: Эра Альтрона». Исполнитель роли — Аарон Тейлор-Джонсон. В 2016 году на экран вышел фильм под названием «Люди Икс: Апокалипсис», в котором роль Питера Джанго Максимоффа исполнил Эван Питерс.

## Биография Ртути
Мать Ртути и Алой Ведьмы — Магда — нашла убежище на горе Вундагор в Трансии, доме Высшего Эволюциониста, после того как увидела своего мужа Магнето впервые использующим свои магнитные силы. Там она родила близнецов, но вскоре после этого умерла. Так как Вундагор был не местом для человеческих младенцев, Эволюционист поместил их под опеку цыгана Джанго Максимоффа, который вырастил близнецов как собственных детей.
Когда Пьетро и Ванда выросли, они обнаружили, что имеют сверхчеловеческие способности. Пьетро понял, что обладает сверхчеловеческой скоростью. Позже пара показала свои силы прилюдно, и на них напала суеверная толпа. Они были спасены своим отцом — ныне суперзлодеем Магнето — хотя ни он, ни его дети не знали о своей связи. Магнето затем завербовал Ртуть и Алую Ведьму в первое воплощение своего Братства Мутантов. Братство сражалось с Людьми Икс несколько раз, хотя близнецы оставались только из-за своих обязательств перед Магнето. Когда Магнето и его помощник Жаба были похищены космическим существом Странником, Братство распалось и близнецы заявили, что их долг перед Магнето был оплачен.
Вскоре после этого Ртуть и Алая Ведьма были завербованы героем Железным человеком в команду Мстители. Вместе с лидером Капитаном Америкой и бывшим злодеем Соколиным глазом, четверо стали вторым поколением Мстителей и позже получили прозвище «Свихнувшийся квартет Кэпа». Ванда стала близкой подругой Соколиного глаза и верной участницей команды, пока не была случайно ранена на миссии против Магнето. После этого Ртуть сбежал от Мстителей с раненой сестрой. Пара сопровождала Магнето обратно на его среднеатлантическую базу,, где тот держал в плену Людей Икс,. На базе Пьетро был вынужден драться с Циклопом. После короткого появления Ртути в выпуске Человека-паука близнецы наконец осознали, что Магнето — истинный злодей. Пьетро и Ванда наряду с несколькими другими мутантами были затем похищены Стражами, но затем освобождены Людьми Икс.
Позже Ртуть вернулся к Мстителям, с известием, что Ванда была похищена военачальником Арконом. После её спасения Ванда — вместе с Пьетром — вернулась в команду. На одном из заданий Ртуть был ранен Стражами и найден Кристалл, одной из Нелюдей. Кристалл вылечила Пьетро, и, в конечном счёте, они поженились.
В тайтле Giant-Size Avengers близнецы встретили Роберта Фрэнка, бывшего героя Второй мировой войны Волчка, который находился на Вандагоре с женой во время их рождения. Роберт Фрэнк ненадолго присоединился к Мстителям, веря, что Пьетро и Ванда его дети. Позже Ртуть и Алая Ведьма были похищены Джанго Максимоффым и забраны на Вандагор. После освобождения они узнали от Бовы, принимавшей их акушерки, что их отцом является Джанго Максимофф.

### Дни темнеют
У Ртути и Кристалл родилась дочь Луна. Именно в это время Магнето обнаружил своё родство с Ртутью и Алой Ведьмой и предпочёл рассказать им правду. Ртуть почувствовал отвращение и сказал Магнето, что у того была возможность быть отцом годы назад. Брак Ртути и Кристалл дал трещину, когда у Кристалл случилась интрижка., а позже другую стараниями Максимуса Безумного, брата короля Нелюдей Чёрного Грома, который с помощью технологии довёл Ртуть до безумия и злого нрава, но позже он был вылечен.
Ртуть ненадолго помог Мстителям Западного побережья против Магнето и злодея Иммортуса, чтобы спасти Ванду. Несмотря на успех, он всё ещё был зол на Кристалл и присоединился к спонсируемой правительством США супергероической команде Икс-Фактор. В этот период отчуждения Кристалл почти завела интрижку с Мстителем Чёрным рыцарем.
В конечном счёте Ртуть и Кристалл воссоединились, когда Мстители, Икс-Фактор и Люди Икс объединились, чтобы остановить группу мутантов-террористов, похитивших их дочь Луну и виновных в разжигании гражданской войны на островной нации Дженоши. Разобравшись с угрозой, Ртуть узнал об отношениях Кристалл с Чёрным Рыцарем и ушёл, заодно оставив Икс-Фактор.
Ртуть позже забрал Луну и присоединился к Высшему Эволюционисту, помогая ему и его Рыцарям Вандагора в отражении нападений злодеев Исхода и Человекозверя. По ходу этой войны, Ртуть использовал экспериментальный изотоп E, чтобы увеличить свои силы и двигаться на больших сверхзвуковых скоростях. Вскоре после этого будущий вариант Пьетро, называвший себя «Нестор» явился ему и открыл, что его силы не скорость, а скорее основаны на времени.

### День М
Алая Ведьма пережила нервный срыв из-за потери своих детей и начала менять реальность дабы их воссоздать, что вылилось в случайные нападения на Мстителей. Мстители и Доктор Стрэндж ввели её в кому и затем отдали Магнето. Но тот, однако, не мог помочь Ванде, и несколько членов Мстителей и Людей Икс предложили убить её. Запаниковав, Ртуть убедил Алую Ведьму исправить её ошибки, используя её силы, чтобы превратить мир в прекрасный. Тогда Ванда изменила реальность в День М — мир, где мутантов большинство, а людей меньшинство, с Магнето как абсолютным правителем. Несколько героев в итоге вернули воспоминания и напали на Магнето, который вернул собственную память и осознал, что во всём этом виноват Ртуть. Тогда он убил Ртуть, раздавив его Стражем, но Алая Ведьма воскресила брата и сказала отцу, что тот предпочёл мутантов собственным детям. Затем Ванда сказала: «Больше никаких мутантов» и вернула мир обратно в изначальную форму, с тем что 98 % мутантского населения потеряли силы — включая Ртуть.

### Сын М
Ртуть впал в депрессию и вскоре столкнулся с рассерженным Человеком-пауком, который помнил об изменённом мире, где он был женат на покойной любимой Гвен Стейси и у него был ребёнок. Ртуть решил спрыгнуть со здания и серьёзно пострадал. Прибывшая Кристалл телепортировала его на лунную базу Нелюдей для медпомощи Зверя, что он хотел покончить с собой из-за потери сил. После лечения у целителя Нелюдей Ртуть попросил у Чёрного Грома разрешения подвергнуться Терригенезису и превратиться в нечеловека, будучи неспособным жить как обычный человек. В просьбе Ртути, однако было отказано, так как он человеческой крови, а Терригенезис предназначен лишь для тех, кто чисто нечеловеческого рода, чтобы уменьшить риск вредной мутации. Ртуть пренебрёг правилом и вломился в священные Терригенские Пещеры пройти через Терригенский Туман. Эффекта, казалось, не было, пока Пьетро не столкнулся с постаревшим вариантом себя, объяснившим природу его новых сил «прыжка во времени» и открывшим план забрать Кристаллы Терригена на Землю и восстановить мутантское население. Ртути удалось заполучить контейнер Кристаллов Терригена и отправиться на Геношу с Луной и собакой Нелюдей Хваткой. Затем Ртуть подверг выживших мутантов туману, что вернуло им способности, но на опасном уровне.
Последствия оказались катастрофическими — несколько мутантов умерли, ибо их силы мутировали за пределы контроля; Луна была подвергнута Туману Терригена; Магнето был до полусмерти избит на глазах у Луны разъярённым Ртутью, и контейнер в итоге попал к армии США. Реакцией Чёрного Грома было произнесение слова «война», и выпущенный ультразвуковой крик возвестил начало войны между Нелюдями и правительством США. Ртуть сбежал и подверг себя ещё большим уровням Терригенского Тумана, что дало неожиданный результат, позволив Пьетро выращивать Кристаллы Терригена из собственного тела и восстанавливать способности мутантов по желанию. Теперь у Ртути было две цели: «вылечить» мутантов и предотвратить великое бедствие, мельком увиденное им при путешествии в будущее. Во время Гражданской войны Пьетро открыл лавку в «Мутантском городке».
После нападения Нелюдей на Америку Чёрный Гром явился к Ртути и потребовал вернуть кристаллы. В ответ Ртуть обнажил грудь, из которой теперь выступали осколки кристаллов. Увидев это, Кристалл сказала Пьетро, что по законам Нелюдей их брак расторгнут.
Ртуть с помощью Риктора использовал кристаллы в своём теле, чтобы восстанавливать силы лишившихся их мутантов, прикасаясь к ним. Результат оказался гибельным для Элайджи Кросса и других членов группы Ячейка Икс, и в результате Риктор уничтожил кристаллы, вживлённые в тело Ртути. Пьетро затем спас подставившую его Лайлу Миллер от утопления с целью убить её лично. Лайле удалось сбежать, воспользовавшись растущим безумием Ртути и его лёгким колебанием прежде чем покончить с ней.

### После секретных войн
Ртуть показан как член одной из команд мстителей под руководством Стива Роджерса, так же в команду вошли: Человек Факел, Шельма, Доктор Вуду и Дедпул.

## Силы и способности

### Текущие Силы
- Приспособленная Физиология: тело Пьетро приспособлено к движению на высоких скоростях. Его сердечно-сосудистая и дыхательная системы во много раз более эффективны, чем у нормального человека. Он усваивает приблизительно 95 % пищи, что даёт ему больше энергии (нормальное человеческое использование составляет приблизительно 25 %). Химические процессы мускулатуры Ртути так улучшены, что его тело не производит ядов усталости, нормальных побочных продуктов передвижения, которые вынуждают тело отдохнуть. Скорее всего его тело постоянно исторгает ненужные вещества во время его ускоренного дыхания через выдох. Суставы Пьетро являются более гладкими и смазаны более эффективно, чем суставы нормального человека. Его сухожилия прочнее, чем проволока из калёной стали. Кости Ртути содержат неизвестные материалы, во много раз более прочные, чем кальций, чтобы выдерживать динамичные удары его ног. Время реакции Ртути во много раз ниже, чем у обычного человека, то есть его реакция происходит быстрее, за счёт этого Пьетро нормально воспринимает мир вокруг на высоких скоростях. Лакримоз (слизистая оболочка глаза) Ртути является более вязким, чем нормальный, таким образом предотвращая быстрое испарение и пополнение поверхностных жидкостей на его глазных яблоках под влиянием сильных потоков воздуха.
- Сверхчеловеческая скорость: Ртуть был с детства способен к передвижению примерно со скоростью звука (1193 км/ч). У него были достаточные запасы энергии, чтобы бежать на этой средней скорости несколько часов, после чего он должен будет остановиться, чтобы пополнить запасы энергии. Ртуть использовал свои сверхскоростные способности для различных целей. Он с лёгкостью может поймать или уклониться от тысячи пуль, вибрируя руками, Пьетро был способен разрушать связи молекул, тем самым приводя к распаду атомов, например, Максимофф мог так обрушить целое здание. Ещё он может, просто двигаясь прямо, создавать циклоноподобные потоки воздуха, способные сбить человека с ног или перевернуть машину, а также вращать руками создавая воронки, которые могли удержать или остановить тяжёлые объекты. Он в состоянии перебежать Атлантический океан и попасть на другой континент меньше чем за минуту, также может легко бегать по стенам зданий в любом направлении. Ртуть в состоянии убежать от взрыва сверхновой. Пьетро способен достигнуть скорости превышающую скорость звука в 20000 раз. Так же Ртуть способен бежать быстрее скорости радиоволн, то есть бежать со скоростью свыше 299 452 777,78 м/с[32], но он может бежать намного быстрее, предел его скорости до сих пор не раскрыт, возможно, что Ртуть способен передвигаться и в тысячи раз быстрее. Ртуть также неуязвим к эффектам трения и разрежённой атмосфере. Он запросто смог взбежать на гору Эверест, менее чем за доли секунд.
- Молекулярная дестабилизация: Ртуть может дестабилизировать (разрушать) молекулярную систему предметов, что может привести к разрушению или даже взрыву объекта. Эта способность мало где показана. Пьетро не может использовать эту способность на расстоянии, как его племянник Томас Шепард.
- Сверхчеловеческая сила: Пьетро обладает сверхчеловеческой силой, он может поднять 25 тон, ударом повредить железобетонную стену и порвать стальные цепи.
- Сверхчеловеческая выносливость: Пьетро во много раз выносливее обычных людей, как указано выше. Так же Пьетро способен выдерживать такие повреждения, от которых обычный человек бы умер.
- Иммунитет к телепатии: Из-за того что у Ртути большая скорость восприятия, на него не действует телепатия.
- Управление магнетизмом: Пьетро владеет слабой способностью к управлению магнетизмом.
- Регенерация: Ртуть гораздо быстрее заживляет свои раны чем обычный человек.

### Прошлые Силы
- Предмолекулярный хронокинезис: У Пьетро была способность к путешествию во времени. Он мог брать неорганические предметы из другого времени.
- Временное дублирование: Пьетро был способен создавать свои копии в другом времени и управлять ими.

### Прочие способности
- Одаренный интеллект: Пьетро является интеллектуально одаренным, он в состоянии думать на сверхчеловеческих скоростях.
- Квалифицированный боец: Он обучался боевым искусствам и другим видам боя у Капитана Америки.

## Другие версии

### Ultimate Marvel

Ultimate Ртуть и Алая Ведьма, на обложке Ultimates #8

Питер — презираемый своим отцом мутант, член Братства Мутантов. Во время атаки Магнето на Вашингтон, Питер переходит на сторону Людей Икс, спасает президента и снимает с отца шлем, делая того уязвимым. После «смерти» Магнето он становится главой Братства Мутантов. Под его руководством Братство становится миролюбивой организацией, что не одобряют многие его члены.
После возвращения Магнето, Питер с сестрой, спасаясь от его гнева, вступают в Алтимейтс. После гибели Ванды Ртуть возвращается к отцу. Во время битвы Алтимейтс и Братства за тело Ванды он инсценирует свою смерть. Это становится поводом для начала Ультиматума.
После Ультиматума Ртуть встречается с Саблезубым, Мистик с неизвестной женщиной и рассказывает им как убил Циклопа «той самой пулей, что убила Алую Ведьму». «Злая ирония, не правда ли?» — говорит он в конце.

### Marvel 1602
Ртуть появляется как Петрос, помощник (и тайный сын) Высшего Инквизитора испанской католической церкви Энрике (вариант Магнето в 1602).

### Век Апокалипсиса
В альтернативной вселенной Земля-295 Ртуть — участник-основатель Людей Икс.

### Marvel-Зомби
Во вселенной Земля-2149 Ртуть был заражён зомби-вирусом Мистик, которая укусила его, приняв форму его сестры. Результатом стало быстрое распространение вируса зомби, так как Ртуть смог за короткое время заразить огромное количество людей по всему миру.

### Мутант Икс
В альтернативной вселенной Земля-1298 Ртуть — член Людей Икс, ныне возглавляемых Магнето.

## Вне комиксов

### Фильмы

#### Серия фильмов «Люди Икс»
- В фильме «Люди Икс 2», когда Мистик в облике Леди Смертельный Удар просматривает профили мутантов, на одной из папок в компьютере видна надпись «Maximoff (2)», что означает, что там находятся личные дела Питера и Ванды.
- Молодой Питер появляется в кадрах фильма «Люди Икс: Начало. Росомаха», где он был одним из узников тюрьмы для мутантов, созданной Страйкером.
- Эван Питерс сыграл Пьетро (во вселенной фильмов «Люди Икс» его зовут Питер) Максимоффа в фильме «Люди Икс: Дни минувшего будущего»[37]. Он помогает Росомахе и профессору Чарльзу Ксавьеру освободить Магнито из тюрьмы, для чего использует свою супер-скорость. В фильме Питер рассказывает, что его мать знала человека, который мог управлять металлом, что намекает на то, что он сын Магнито. На премьере фильма в Москве исполнитель роли молодого Магнито Майкл Фассбендер подтвердил это[38].
- Питерс повторил роль Ртути в фильме «Люди Икс: Апокалипсис». Увидев новостной выпуск о Магнито, он отправляется в институт Ксавьера. Прибыв туда, он видит взрывающуюся после визита Апокалипсиса школу и спасает находящихся там учеников с помощью супер-скорости. Затем его вместе с некоторыми другими мутантами похищает Страйкер, после чего Питер принимает участие в финальной схватке с Апокалипсисом. Во время битвы с ним, Апокалипсис ломает Питеру ногу, но его, чуть было не пожертвовав собственной жизнью, спасает Рэйвен Дархолм в облике Псайлок. В конце фильма, уже с восстановившейся ногой, Питер становится участником команды «Люди Икс — Первое Поколение».
- Питерс в последний раз сыграл эту версию Ртути в фильме «Люди Икс: Тёмный Феникс».

#### Кинематографическая вселенная Marvel

Аарон Тейлор-Джонсон в роли Ртути в фильме «Мстители: Эра Альтрона».

В фильмах Кинематографической вселенной Marvel роль Ртути исполняет Аарон Тейлор-Джонсон.
- Впервые он появляется в первой сцене после титров в фильме «Первый мститель: Другая война». Барон Фон Штрукер[англ.] (Томас Кретчманн) удерживает в заключении Пьетро и Ванду (Элизабет Олсен). Пьетро носится по клетке со сверхчеловеческой скоростью, а в то время Ванда двигает деревянные кубики с помощью телекинеза.
- Ртуть появляется в фильме «Мстители: Эра Альтрона»[40]. В начале фильма он вместе с сестрой находится на базе Гидры в Заковии во время нападения на неё Мстителей, Ртуть атакует Соколиного глаза, и отвлечённого Бартона ранят из пулемёта. Позже Пьетро и Ванда служат Альтрону по причине того, что у них есть общий враг — Железный человек и другие Мстители, но после того, как Алая Ведьма читает мысли создаваемого Вижена и понимает, что цель Альтрона — уничтожить людей, они покидают его. В дальнейшем Ртуть вместе с Вандой присоединяется к Мстителям и участвует в битве в Заковии. В конце фильма был убит, попав под обстрел Альтрона, управляющим самолётом Мстителей, при попытке защитить Соколиного глаза и ребёнка, которого спасал Клинт.
- В телесериале «Ванда/Вижн» Агата Харкнесс заколдовывает жителя Уствью Ральфа Боунера, и тот выдаёт себя за Пьетро. Роль Ральфа исполнил Эван Питерс, игравший Ртуть в фильмах о Людях Икс. Габриэль Гуревич сыграл десятилетнего Пьетро в воспоминаниях Ванды.

### Игрушки
- Hasbro и Toy Biz[англ.] выпустили подвижные фигурки Ртути, а Bowen Studios — два бюста персонажа.

### Видеоигры
- Ртуть появляется как вспомогательный персонаж в «Captain America and the Avengers».
- У Ртути есть краткое камео в «X-Men Legends II: Rise of Apocalypse». Он показан как пленник Апокалипсиса. А в бою с Апокалипсисом герой на время получает часть его силы.
- Ртуть появляется в игре «LEGO Marvel’s Avengers», как играбельный персонаж.

### Телевидение
- Ртуть появлялся в качестве второстепенного персонажа в нескольких эпизодах мультсериала «Супергерои Marvel» 1966 года. Он вместе с Алой ведьмой и Соколиным глазом входит в состав новой команды Мстителей Капитана Америки.
- Ртуть появляется в четырёх эпизодах «Людей Икс», где его озвучил Пол Хаддад. Он является членом команды «Икс-Фактор» вместе с Кузнецом, Хавоком, Полярис, Множителем, Волчицей[англ.] и Здоровяком. Вместе с сестрой Вандой (Алой ведьмой) узнаёт, что их отец — Магнето, чем они были очень недовольны и отвергли его. Во время нашествия Фаланги, как и большинство мутантов, он был захвачен; именно этот факт побудил его отца Магнето вступить в битву с этой угрозой, а после победы над Фалангой видно, что освободившийся Пьетро всё же принял отца.
- Ртуть — частый персонаж в «Люди Икс: Эволюция», где его озвучил Ричард Ян Кокс[англ.]. Он состоит в Братстве Мутантов, поначалу находясь под командованием своего отца Магнето (который и завербовал его), а после — Мистик. Как и все главные герои сериала, Ртуть — подросток и учится в школе. Он очень эгоцентричен и крайне нетерпелив, возможно, как следствие того, что он двигается и думает значительно быстрее других (однажды он сказал: «Когда живёшь так быстро, как я, то тебе совершенно нечем убить время! Мне же надо развлекаться!»). Во время первого сезона сериала у него имелся личный заклятый враг в лице Шипа, но в последующих сезонах об их соперничестве не упоминалось. В 3-м сезоне становится по протекции отца официальным лидером Братства, а в 4-м помогает в бою с Апокалипсисом, сражаясь с превращённым во Всадника Апокалипсиса Магнето. Вырастя, вступил в организацию Щ.И.Т..
- Ртуть появляется в «Росомаха и Люди Икс», где его озвучвает Марк Хилдрет[англ.]. Он — официальный лидер действующего в городе Братства Мутантов. Ртуть, как и в «Эволюции» — большой эгоист, ни с чьим мнением не считается, и все его действия подчинены только одной цели — снова завоевать доверие своего отца Магнето, который и «сослал» его к Братству, и снова вернуться в Дженошу[англ.].
- Ртуть появляется в «Супергеройском отряде» вместе со своей сестрой в 21 серии, 1 сезона.